# السبيل (الجيزة)
قرية السبيل هي إحدى القرى التابعة لمركز منشأة القناطر في محافظة الجيزة في جمهورية مصر العربية. حسب إحصاءات سنة 2006، بلغ إجمالي السكان في السبيل 3713 نسمة، منهم 1913 رجل و1800 امرأة.

## التاريخ
قرية السبيل من القرى الحديثة، حيث فُصلت عن زمام قرية بهرمس سنة 1228هـ/1813م باسم «كفر السبيل»، وتغير اسمها رسميًا إلى «السبيل» منذ سنة 1287هـ/1870م.